# 9136 Lalande
A 9136 Lalande (ideiglenes jelöléssel 4886 T-1) a Naprendszer kisbolygóövében található aszteroida. Cornelis Johannes van Houten, Ingrid van Houten-Groeneveld és Tom Gehrels fedezte fel 1971. május 13-án.